# Harold Gillies
Harold Delf Gillies (Dunedin, Nueva Zelanda, 17 de junio de 1882 - 10 de septiembre de 1960, Marylebone, Londres, Inglaterra) fue un otorrinolaringólogo británico nacido en Nueva Zelanda. Se le considera el padre de la cirugía plástica.

## Primeros años
Gillies nació en Dunedin, Nueva Zelanda. Estudió medicina en Gonville and Caius College, Universidad de Cambridge, donde a pesar de sufrir un duro golpe en su codo debido a un accidente al deslizarse por las barandillas en su casa cuando era un niño, pudo vestir de azul en la universidad y participar en una carrera de barcos en 1904 que celebró la misma.

## Carrera

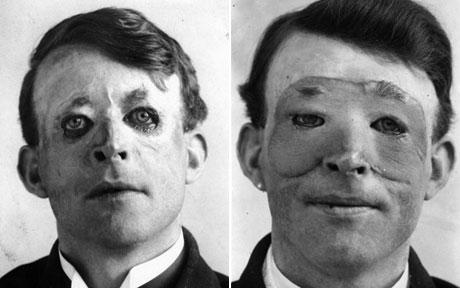
Walter Yeo, un marinero herido en la Batalla de Jutlandia, se le atribuye ser la primera persona que recibió una cirugía plástica en 1917. La fotografía muestra el antes (izquierda) y el después (derecha), tras someterse a la cirugía realizada por Gillies.

### Primera Guerra Mundial
Después del estallido de la Primera Guerra Mundial, se alistó en el Royal Army Medical Corps. Inicialmente asignado en Wimereux, cerca de Boulogne, actuó como médico auxiliar de un dentista franco-estadounidense, Valadier, quien no estaba autorizado a operar sin supervisión, pero que estaba trabajando en el desarrollo de la reparación mandibular. Gillies, ansioso después de ver a Valadier experimentando con técnicas pioneras de injerto de piel, decidió irse a París para conocer al famoso cirujano Hippolyte Morestin. Allí lo vio retirar un tumor de la cara de un paciente y cubrirlo con la piel de su propia mandíbula. Gillies se entusiasmó con el trabajo y, al regresar a Inglaterra, persuadió al jefe cirujano del ejército, Arbuthnot-Lane, para crear una sala de lesiones faciales en el Hospital Militar de Cambridge, en Aldershot. Después de la Batalla del Somme de 1916, trató alrededor de 2.000 casos de mutilación facial y mandibular.
Esta solución rápidamente demostró ser insuficiente y se desarrolló un nuevo hospital dedicado a las reparaciones faciales en Sidcup. El Queen's Hospital abrió en junio de 1917 y con sus unidades de convalecencia proporcionó más de 1.000 camas. Allí, Gillies y sus colegas desarrollaron muchas técnicas de cirugía plástica. Se realizaron  más de 11.000 operaciones en más de 5.000 hombres, en su mayoría soldados con lesiones faciales, generalmente por heridas de bala. El hospital, que más tarde se convertiría en el Queen Mary's Hospital, estaba en Frognal House (lugar de nacimiento y propiedad de Thomas Townshend, Lord Sydney, por el cual la ciudad Sídney, en Australia lleva su nombre).
Por sus servicios en la guerra, Gillies fue nombrado caballero en la lista de Honores de Cumpleaños de junio de 1930. William Arbuthnot-Lane comentó: "Mejor tarde que nunca".

### Práctica privada
Durante el período de entreguerras, Gillies desarrolló una práctica privada sustancial con Rainsford Mowlem, incluyendo muchos pacientes famosos, y viajó extensamente, dando conferencias, enseñando y promoviendo las técnicas más avanzadas en todo el mundo.
No logró el reconocimiento de su trabajo hasta que fue a Copenhague en 1924 para tratar a varios oficiales de la marina danesa y otros hombres que habían sufrido graves quemaduras por accidentes.
En 1930, Gillies invitó a su primo, Archibald McIndoe, a unirse a su clínica y también sugirió que solicitara un puesto en el Wexham Park Hospital. Este fue el punto en el que McIndoe se inició en la cirugía plástica, en la que también se volvió preeminente. Ese mismo año fue nombrado caballero.

### Segunda Guerra Mundial
Durante la Segunda Guerra Mundial, Gillies actuó como consultor del Ministerio de Salud, la RAF y el Almirantazgo. Organizó unidades de cirugía plástica en varias partes de Gran Bretaña e inspiró a sus colegas a hacer lo mismo, incluyendo al pionero de la cirugía plástica Stewart Harrison, quien fundó la unidad de cirugía plástica en Wexham Park Hospital, en Berkshire. Su propio trabajo continuó en Rooksdown House, que era parte del Park Prewett Hospital, en Basingstoke. Durante este período, y después de la guerra, entrenó a muchos médicos de las naciones del Commonwealth en cirugía plástica.

### Cirugía pionera de la reasignación del sexo
En lugar de retirarse al final de la Segunda Guerra Mundial, Gillies tuvo que seguir trabajando, ya que no tenía suficientes ahorros.
En 1946, Gillies fue elegido presidente de la British Association of Plastic Surgeons (Fundación Británica de Cirujanos Plásticos). Más tarde se convertiría en presidente honorario de la International Society of Plastic Surgeons (Sociedad Internacional de Cirujanos Plásticos). Fue condecorado por el gobierno noruego en 1948 por su trabajo durante la guerra y fue miembro honorario de la Royal Australasian College of Surgeons (Real Colegio Australiano de Cirujanos), del American College of Surgeons (Colegio Americano de Cirujanos) y de la Royal Society of Medicine (Real Sociedad de Medicina) de Londres.
En 1946, él y un colega llevaron a cabo una de las primeras cirugías de reasignación de sexo de mujer a hombre. El paciente fue Michael Dillon. En 1951, él y sus colegas llevaron a cabo una de las primeras cirugías modernas de reasignación de sexo de hombre a mujer usando una técnica de colgajo en Roberta Cowell, que se convirtió en la práctica estándar durante 40 años.
Gillies hizo una visita a Nueva Zelanda en 1956 después de una ausencia de 51 años.

## Fallecimiento
Gilles sufrió una ligera trombosis cerebral el 3 de agosto de 1960 mientras realizaba una operación a los 78 años: una pierna dañada de una mujer de 18 años.
Gillies murió el 10 de septiembre de 1960 en el London Clinic, en Devonshire Place n°20, en Marylebone. A pesar de ganar un estimado de ₤30.000 al año entre la Primera y Segunda Guerra Mundial, dejó un monto de sólo ₤ 21.161.

## Vida personal

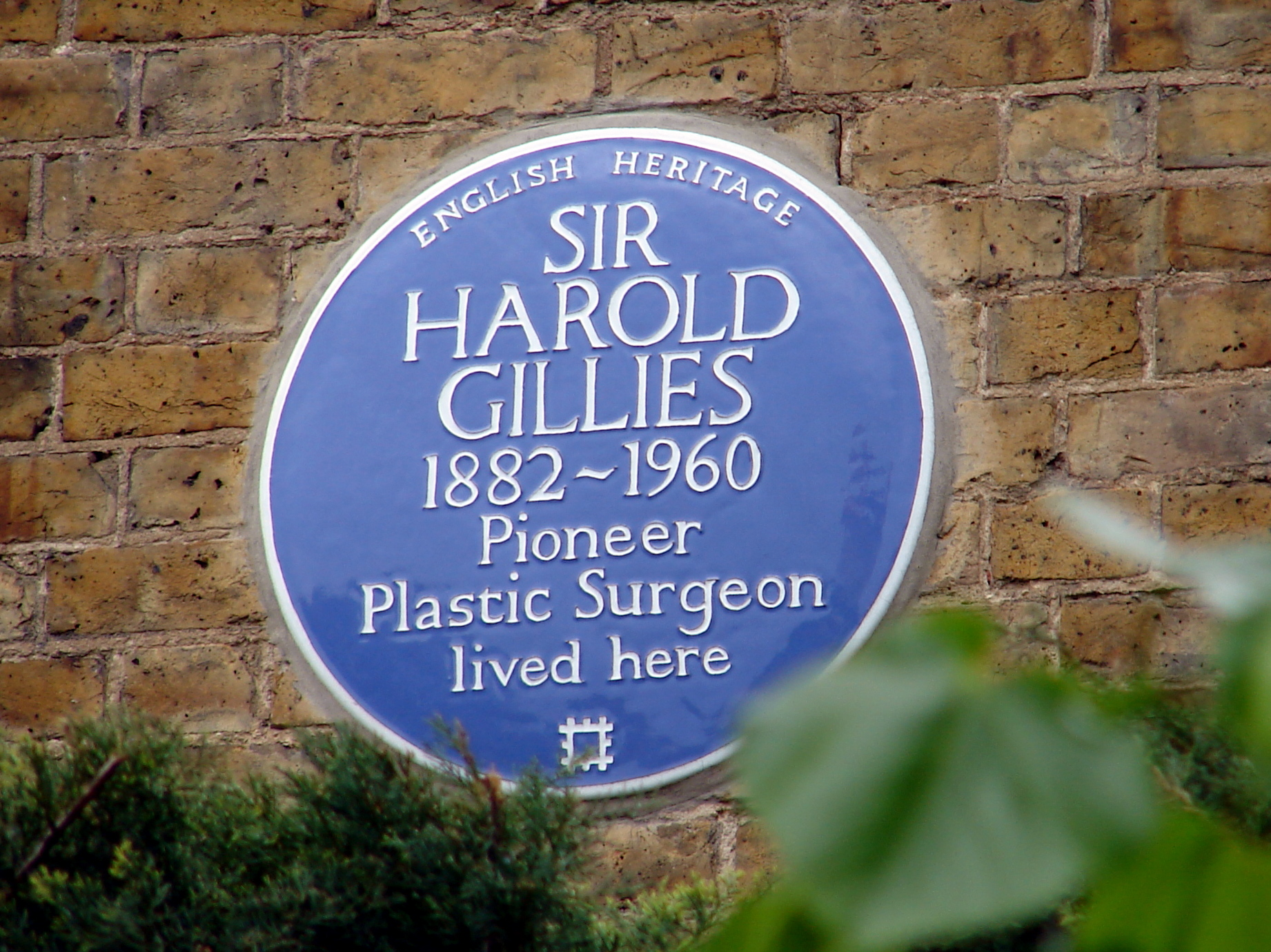
Placa conmemorativa en la residencia que tuvo Gilles en Hampstead, Londres.

Gillies contrajo matrimonio con Kathleen Margaret Jackson el 9 de noviembre de 1911, en Londres. Tuvieron cuatro hijos, dos varones y dos mujeres. Su hijo mayor, John Gillies, voló Spitfires con el Escuadrón N°92 RAF en la Segunda Guerra Mundial. John Gillies fue derribado sobre Francia el 23 de mayo de 1940, y se convirtió en prisionero de guerra durante toda la contienda. Su hijo menor, Michael Thomas Gillies, siguió a su padre en medicina.
Su esposa, Kathleen, murió el 14 de mayo de 1957 en Oakley, Hampshire. Posteriormente se casó con Marjorie Ethel Clayton, quien había sido su asistente quirúrgica durante muchos años, el 5 de noviembre de 1957, en Londres. No tuvieron hijos.
Además de su carrera como cirujano, también era un golfista campeón y artista: exhibió su obra en Londres en dos ocasiones y otra exposición se llevó a cabo póstumamente en 1961, además de ser un bromista práctico inveterado. Durante muchos años su casa estuvo ubicada en la calle Frognal n°71, en el corazón de la aldea de Hampstead, en Londres. Una placa azul en la fachada de esa casa actualmente conmemora su vida y trabajo. En 2015, el Gonville and Caius College construyó doce casas y bautizó la calle Harold Gillies Close (CB5 8ZD) en su honor.
El actor Daniel Gillies es su descendiente.

## Obra

### Publicaciones selectas
- Gillies HD. Plastic Surgery of the Face. Henry Frowde. 1920, 1983. ISBN 0-906923-08-5
- Gillies HD, Millard DR. The Principles and Art of Plastic Surgery. Butterworth. 1958.

### Comentarios
- Davis, A. D. (1957). «The Principles and Art of Plastic Surgery». California Medicine 87 (1): 67. PMC 1512094.
- https://web.archive.org/web/20070928160147/http://www.ejbjs.org/cgi/reprint/39/2/477
- https://web.archive.org/web/20070927032020/http://www.jbjs.org.uk/cgi/reprint/39-B/4/805